# 2845 Franklinken
2845 Franklinken è un asteroide della fascia principale. Scoperto nel 1981, presenta un'orbita caratterizzata da un semiasse maggiore pari a 2,2608479 UA e da un'eccentricità di 0,1625882, inclinata di 6,00900° rispetto all'eclittica.